# Lac des Plagnes
Le lac des Plagnes se trouve en Haute-Savoie sur la commune d'Abondance, dans le Chablais français. Le lac est un géosite du Géoparc du Chablais et bénéfice d'un sentier d'interprétation.

## Toponymie
« Plagne » dérive du latin planum et désigne un lieu relativement plat ,. Le toponyme fait probablement référence à l'emplacement de l'ancien lac glaciaire aujourd'hui comblé et aplani.

## Géographie
C'est un lac artificiel de montagne situé à 1 181 mètres d'altitude au sud-ouest du mont de Grange.

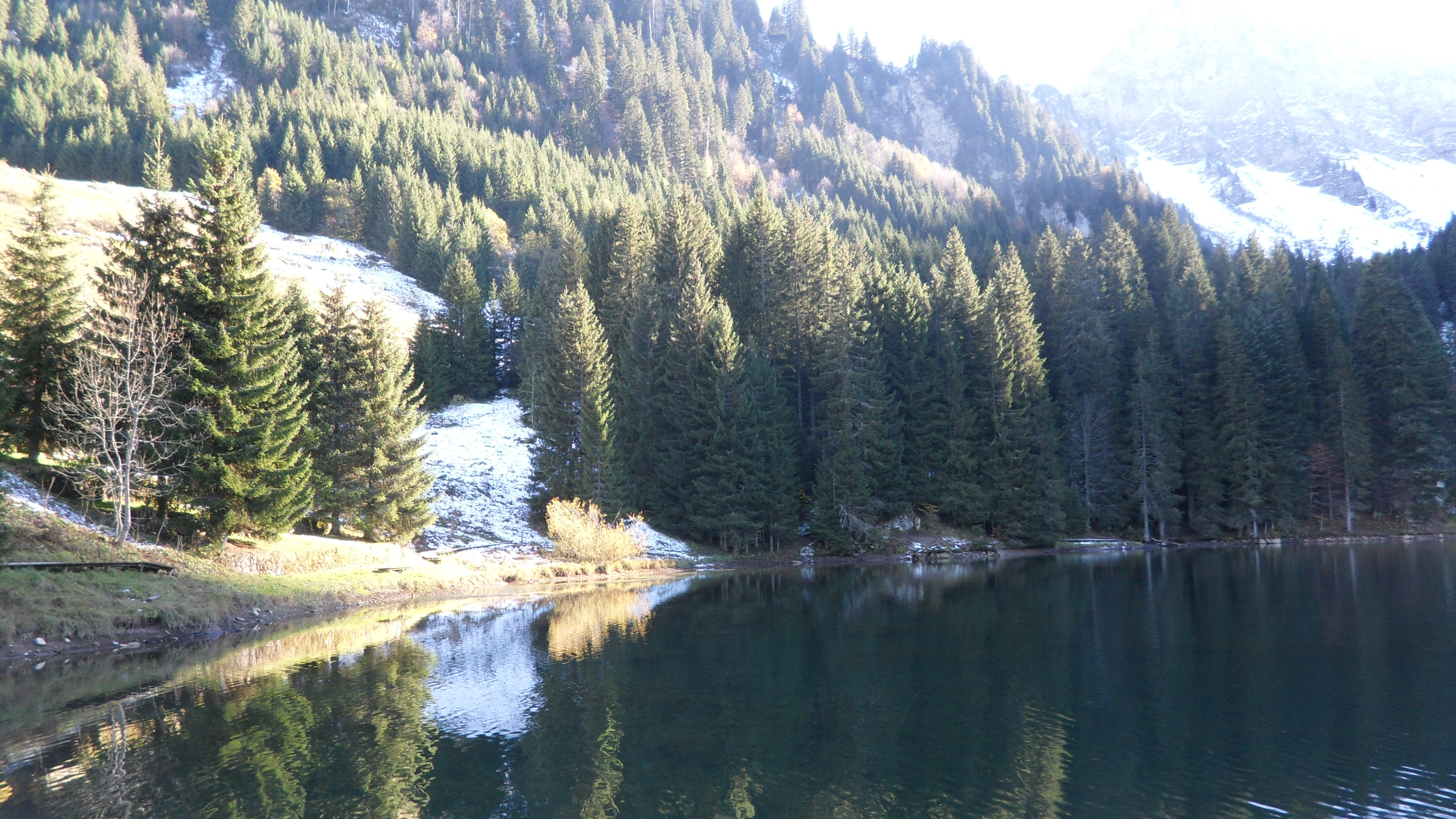
Lac des Plagnes en automne depuis sa berge ouest

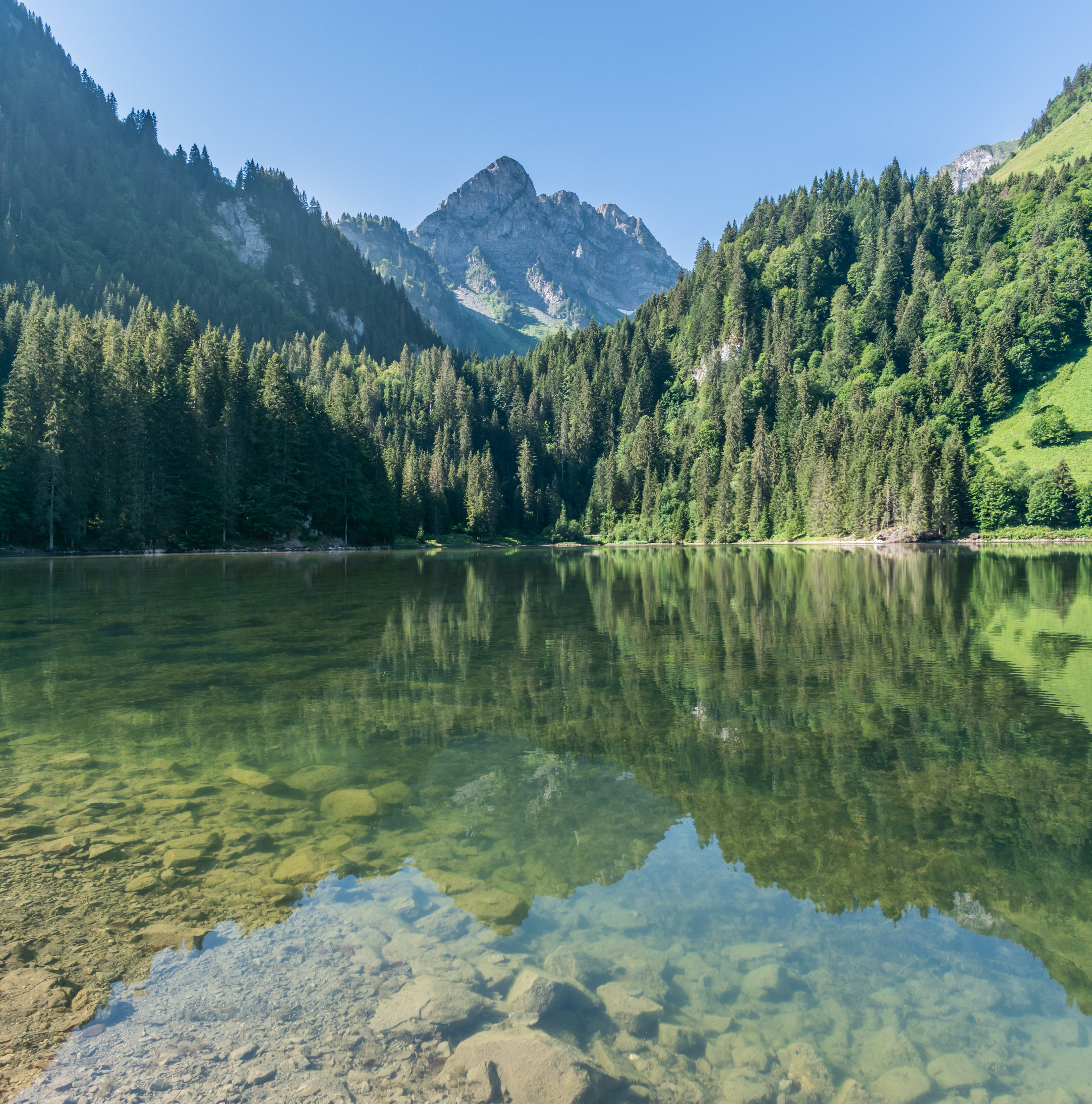
Le lac, transparence de l'eau, reflets des arbres, ciel bleu. Juillet 2020.

Son émissaire est le ruisseau le Malève affluent de la Dranse d'Abondance qui par la Dranse se jette dans le Léman.

### Géologie
Le lac des Plagnes se situe au nord du front de chevauchement de la nappe de la Brèche,. Il est probablement creusé dans les sédiments glaciaires du Würm qui reposent à leur tour sur les calcaires du Jurassique supérieur et les Couches Rouges (Crétacé supérieur à Éocène) de la nappe des Préalpes médianes. Ces derniers affleurent préférentiellement sur la rive sud du lac.

## Histoire
Le lac des Plagnes est initialement un lac glaciaire, transformé en marais et qui a été reconverti en 1978 en lac d'agrément pour la pêche.

### Glacier d'Ardens
La formation du lac est associée à l'avancée du glacier d'Ardens durant la glaciation de Würm, entre −75 000 et −20 000 ans, qui a façonné deux cuvettes séparées par un verrou glaciaire. Lors de son retrait entre −20 000 et −16 000 ans, les cuvettes se remplissent des eaux de fonte et forment deux lacs d'ombilic. La cuvette supérieure forme le lac de Cubourré tandis que la cuvette inférieure correspond au proto-lac des Plagnes. Le verrou est probablement déjà traversé par une cascade reliant les plans d'eau. Les deux lacs se comblent progressivement vers entre −10 000 et −6 000 ans grâce aux apports sédimentaires et au développement d'une végétation hygrophile qui transforme les lacs en marais par l'accumulation de tourbe.

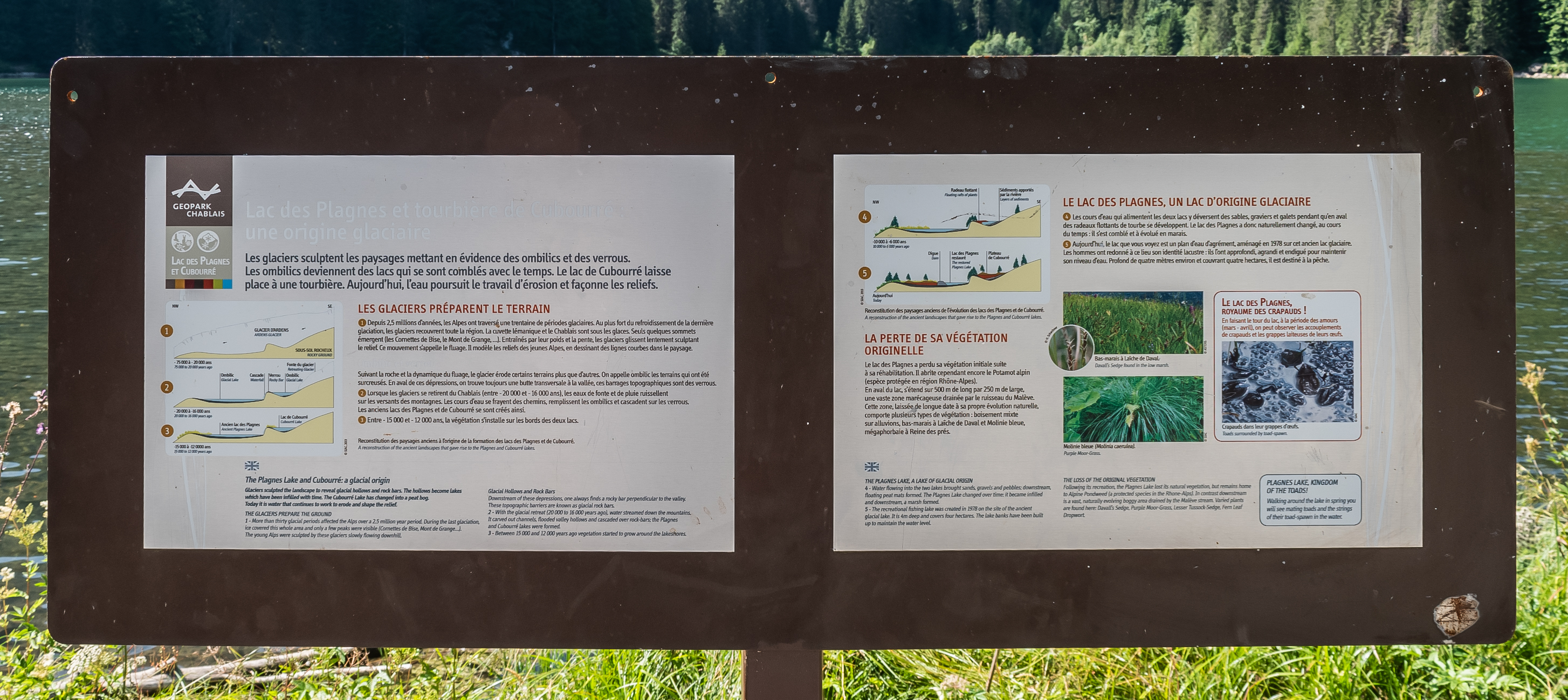
Panneau d'information sur la formation du lac des Plagnes par le Géoparc du Chablais.

### Lac artificiel
Le lac des Plagnes est construit sur une partie de l'emprise marécageuse du proto-lac glaciaire par l'aménagement d'une digue en 1978 tandis que l'ancien lac de Cubourré demeure une zone humide.